# Dimetoat
Dimetoat – organiczny związek chemiczny z grupy estrów kwasu ditiofosforowego, insektycyd fosforanoorganiczny służący do zwalczania insektów i roztoczy na uprawach roślinnych.

## Stan prawny w Unii Europejskiej
W 2020 r. Komisja Europejska zdecydowała o wycofaniu dimetoatu z Unii Europejskiej. Handel środkami ochrony roślin zawierającymi tę substancję był dozwolony do 30 maja, a ich stosowanie – do 30 czerwca 2020.